# Cooptació
En la biologia evolutiva, coopció és un sinònim d'exaptació que es refereix al canvi en la funció d'una adaptació, i és un terme molt similar a la preadaptació.
En la sociologia, coopció es refereix a una idea que s'incoprpora en el corrent general cultural.
La Cooptació, coopció o cooptar es refereix a una acció feta en un gran nombre de camps on un oponent és anul·lat o neutralitzat per absorció, però hi ha també altres accepcions.
Aquest terme es pot referir a una elecció en la qual els membres del comitè o grup similar voten per tal de suplir una vacant en aquest comité o grup. Quan s'elegeix un petit comitè fent servir el mètode de la representació proporcional, una coopció pot no ser adequada, ja que els nous membres elegits no representaran necessàriament els interessos del grup representat pel membre vacant.
És un sistema d'elecció dels nous membres d'un organisme o comunitat basat en la designació pels membres que ja formen part d'aquella instància. S'utilitza per exemple per designar els administradors de les Societats anònimes a França.
També es pot referir a la tàctica de neutralitzar o guanyar sobre una minoria mitjançant la seva assimilació dins del grup cultural establert.